# Districtul Ain El Beida
Aïn El Beida este un district din provincia Oum El Bouaghi, Algeria.